# Хергерсвайлер
Хергерсвайлер (нем. Hergersweiler) — община в Германии, в земле Рейнланд-Пфальц.
Входит в состав района Южный Вайнштрассе. Подчиняется управлению Бад Бергцаберн. Население составляет 244 человека (на 31 декабря 2010 года). Занимает площадь 1,80 км².